# 长鞭红景天
长鞭红景天（学名：Rhodiola fastigiata）为景天科红景天属的植物。分布于不丹、克什米尔地区、锡金、尼泊尔以及中国大陆的云南、四川、西藏等地，生长于海拔2,500米至5,400米的地区，多生于山坡石上，目前尚未由人工引种栽培。

## 别名
宽叶红景天（植物分类学报增刊） 竖枝景天、大理景天（拉汉种子植物名称）

## 异名
- Rhodiola venusta (Praeg.) S. H. Fu